# (353) Ruperto-Carola
(353) Ruperto-Carola est un astéroïde de la ceinture principale découvert par Max Wolf le 16 janvier 1893.